# Ohrid (kommun)
Ohrid är en kommun i Nordmakedonien. Den ligger i den sydvästra delen av landet.